# Tabanus pachypalpus
Tabanus pachypalpus är en tvåvingeart som först beskrevs av Jacques-Marie-Frangile Bigot 1892. Tabanus pachypalpus ingår i släktet Tabanus, och familjen bromsar.
Artens utbredningsområde är Ecuador. Inga underarter finns listade i Catalogue of Life.